# Уэнденс-Амбо
Уэнденс-Амбо (англ. Wendens Ambo) — деревня в Великобритании, в графстве Эссекс.

## История
Первые упоминания о деревне относятся к римскому периоду (см. Римская империя). При раскопках в деревне в 1853 году были найдены предметы датируемы III веком до н. э.. Около VI и VII веков здесь образовалось сельскохозяйственное общество «Уэнден» (англ. Farming community of Wenden), название которого, по всей вероятности, произошло по названию долины Уэндин (англ. Wendene). Книга страшного суда содержит первые письменные записи о Wenden Magna (Great Wenden) и Wenden Parva (Little Wenden). Уэнден-Магна принадлежала Роберту Джернону — французу, который также владел землями в Станстеде (en:Stansted Mountfitchet) и Такели (en:Takeley). Уэнден-Парва принадлежала также французу — Уильяму де Уоррену.
В XVII веке здесь начались работы по реконструкции жилья, которые продолжаются и по сей день. 23 марта 1662 года Уэнден-Магна и Уэнден-Парва объединились и образовали Уэнденс-Амбо. XVIII и XIX века принесли индустриальную революцию, в деревне появилась железная дорога, а вместе с тем рабочие места. Таким образом это место стало пригородной деревней.